# Еднорангова мрежа
Едноранговата, децентрализирана или равноправна (на английски: peer-to-peer – равен към равен, P2P) мрежа е насложена компютърна мрежа от равноправни участници. Представлява децентрализирана архитектура за разпределени изчислителни ресурси (като процесорна мощ, дисково пространство и др.). При нея липсва централна мрежова инфраструктура (като сървъри или трайни хостове). Участниците са равностойни партньори (пиъри, на английски: peers – равни, на същото ниво) и са едновременно доставчици и потребители на ресурси за разлика от традиционния клиентско-сървърен модел, където само сървърите доставят (снабдяват), а клиентите консумират. За разлика от архитектурата клиент-сървър, такава организация позволява на мрежата да остане работеща с всякакъв брой и всяка комбинация от налични възли. Всички възли са участници в мрежата.

## История
Фразата „peer-to-peer“ е използвана за първи път през 1984 г. по време на разработването на архитектурата Advanced Peer to Peer Networking (APPN) на фирмата IBM. Архитектурата е популяризирана от системата за споделяне на файлове Napster, първоначално пусната през 1999 г. Това е приложението за споделяне на музика и файлове, представено от Шон Фанинг в Интернет през май 1999 г. Napster е началото на едноранговите равноправни мрежи в днешния им вид, в който „участващи потребители създават виртуална мрежа, напълно независима от физическата мрежа, без да се подчиняват на никакви административни власти или ограничения“.

## Изисквания
За да сработи такава мрежа, е нужен специален софтуер, който да може да кара компютъра да работи и като клиент, и като сървър. Има съществуващи протоколи, улесняващи писането на такива програми. Всеки протокол си има специфична цел. Примери за мрежа P2P са:
- BitTorrent – Ползва се за пренос на файлове.
- Биткойн – криптовалута.
- Tox – Ползва се за пренос на съобщения.[4]
- I2P и Tor – Ползват се за защитаване на потребител от външни намеси и проследявания на мрежата им. Позволяват хостване на услуги, защитени от цензура и проследяване.
- Gnutella2 – Файлообменен мрежов протокол от софтуер с отворен код, използван от програмата Shareaza.

Всеки един от протоколите може да има много различни имплементации под формата на отделни проекти, но също така си има и официални имплементации, които в повечето случаи са първите сработили.